# Израильско-танзанийские отношения
Израильско-танзанийские отношения — международные двусторонние дипломатические, экономические и культурные отношения между Израилем и Танзанией.
В прошлом у Израиля было посольство в Танзании, но оно было закрыто после разрыва отношений после Шестидневной войны. До сих пор посольство Израиля в этой африканской стране не открыто. Интересы еврейского государства в Танзании представляет израильский посол, работающий в Кении. С июня 2017 года у Танзании есть посольство в Израиле (до это времени было только почётное консульство). Израильтяне, желающие посетить Танзанию, должны получить въездную визу.

## История
Отношения между двумя странами были установлены в 1963 году.
В 1960-е годы отношения между двумя странами были довольно хорошими. Танзанийский президент-социалист Джулиус Ньерере был в хороших дружественных отношениях с премьером Голдой Меир. Израиль помогал Танзании в основании «национальной службы» (суахили Jeshi la Kujenga Taifa — государствообразующей армии).
Тесные связи были также установлены между танзанийским правительством и израильскими инженерными и архитектурными бюро. Три наиболее известных израильских архитектора (Моше Ярмитски, Габриель Маргалит и Яаков Марко) спроектировали, среди прочих, торговый центр в Дар эс-Саламе, отель «Hyatt Regency The Kilimanjaro» в Дар эс-Саламе и отель «Safari» в заповеднике Микуми.
После Войны Судного дня, следуя за арабском бойкотом Израиля, танзанийское правительство разорвало дип. отношения с еврейским государством в 1973 году, в том числе под давлением Египта, у которых было много интересов в Танзании. 24 ноября 1988 года Танзания признала независимость Палестины.
Отношения были восстановлены в 1995 году, однако посольство в Танзании Израиль так и не открыл.
В 2008 году израильская компания Engelinvest получила право на разработку трёх медных шахт в Танзании. Также компания будет участвовать в добыче золота, никеля, железа и других металлов. Изначальные инвестиции составили 30 млн долларов США, однако ожидаемые суммарные сложения могут превысить несколько миллиардов долларов США в течение последующих лет.
В 2014 году сообщалось о том, что Израиль планирует открыть посольство в Дар эс-Саламе, однако до сих пор этого не произошло.
В 2015 году был организован проект Тель-Авивского университета, в ходе которого студенты факультета инженерного дела разработали установку очищения воды и подарили её Танзании.
4 июля 2016 года президент Танзании Джон Магуфули уведомил израильского премьера Биньямина Нетаньяху о том, что хочет открыть посольство в Тель-Авиве в ближайшем будущем. В ноябре 2016 года посольство Израиля в Найроби открыло в Дар эс-Саламе визовый центр.
В октябре 2016 года во время голосования в ЮНЕСКО по резолюции о статусе Иерусалима, Танзания существенно помогла смягчить формулировки, осуждающие Израиль.
16 июля 2017 года первый в истории танзанийский посол в Израиле Джоб Дауди Масима вручил верительные грамоты президенту Реувену Ривлину. На церемонии вручения Масима, мусульманин по вероисповеданию, надел кипу и прочитал еврейскую молитву «Шегехиану». Масима прибыл в Израиль вместе с супругой и детьми.
28 ноября 2017 года Нетаньяху посетил Кению для участия в церемонии инаугурации переизбранного президента Ухуру Кениаты. В рамках визита в Кению Нетаньяху встретился с президентом Танзании и обсудил развитие двусторонних отношений.
В начале декабря 2017 года с трёхдневным визитом по приглашению спикера Кнессета Юлия Эдельштейна в Израиль прибыла парламентская группа для участия с межпарламентском саммите. Африканские политики встретятся с премьер-министром Нетаньяху и президентом Ривлиным, кроме того они посетят израильские компании, работающие в сфере информационной безопасности и сельского хозяйства.

## Открытие танзанийского посольства в Израиле
Летом 2016 года во время визита израильского премьера Биньямина Нетаньяху в Африку было объявлено об открытии посольства Танзании в Израиле. Первым послом этой африканской страны в еврейском государстве стал Джоб Дауди Масима. Он прибыл в еврейское государство в июне 2017 года и вручил верительные грамоты президенту Ривлину.
Посольство было открыто 8 мая 2018 года в Рамат-Гане; до этого дипломатическая миссия под руководством Масимы работала в различных арендуемых офисах. На церемонии открытия присутствовала министр юстиции Израиля Аелет Шакед, а также глава МИД Танзании Августин Махига — это первый в истории визит чиновника такого высокого ранга из Танзании в Израиль. За две недели до открытия постоянного посольства Танзании в Рамат-Гане, министр юстиции Шакед лично посетила эту африканскую страну для урегулирования рядя организационных вопросов.

## Развитие туризма
Израильские туристы должны получать визу для посещения Танзании. С 2011 по 2015 год количество израильских туристов в Танзинию выросло с 3 007 до 14 754 человек соответственно. Чартерные рейсы прилетают на Занзибар и в международный аэропорт Килиманджаро. Также израильская авиакомпания Эль-Аль рассматривает возможность организации регулярных рейсов из Тель-Авиве в Дар эс-Салам.
Министерство туризма Танзании также организует пресс-туры для израильских журналистов из различных изданий, включая крупнейшие «Едиот ахронот», «National Geographic» и другие. В программе тура — Занзибар и крупнейшие национальные парки страны, Нгоронгоро и Серенгети.
Танзанийские туристы, желавшие ранее посетить Израиль должны были получать визу в израильском посольстве в Найроби, Кения. Сегодня они могут это сделать в новом визовом центре Израиля, открытом в столице Танзании.

## Танзаницы в Израиле
В 2023 году в Израиле проходили обучение 260 танзанийских студентов-агрономов в рамках двусторонней программы сотрудничества. Один из них, Клеменс Феликс Мтенга был похищен боевиками ХАМАСа 7 октября 2023 года, спустя примерно 5 недель его тело было обнаружено во время военной операции в Газе. Судьба ещё одного похищенного танзанийского студента, Джошуа Лойту Моллеля оставалась на тот момент неизвестной — считалось, что он остаётся в заложниках у ХАМАС. Позже стало известно о его гибели.